# مايك غراي
مايك غراي (بالإنجليزية: Mike Gray)‏ هو منتج أفلام وكاتب سيناريو وكاتب ومصور سينمائي ومخرج أمريكي، ولد في 26 أكتوبر 1935 في راسين في الولايات المتحدة، وتوفي في 30 أبريل 2013 في لوس أنجلوس في الولايات المتحدة.

## وصلات خارجية
- مايك غراي على موقع IMDb (الإنجليزية)
- مايك غراي على موقع ألو سيني (الفرنسية)
- مايك غراي على موقع أول موفي (الإنجليزية)
- مايك غراي على موقع قاعدة بيانات الأفلام السويدية (السويدية)
- مايك غراي على موقع إن إن دي بي (الإنجليزية)
- مايك غراي على موقع قاعدة بيانات الفيلم (الإنجليزية)
- مايك غراي على موقع كينوبويسك (الروسية)